# Ozbiljni odnos
Ozbiljni odnos ili ozbiljna veza je naziv za intimni odnos dvoje partnera koje karakterizira međusobna predanost dvoje partnera (od čega dolazi engleski izraz committed relationship, "predana veza"), odnosno nastojanje da je učine trajnom. Izraz se u pravilu koristi za partnere koji takvu vezu još nisu formalizirali brakom, ali koja je već duže vrijeme prešla stadij udvaranja, i koja obično ima monogamni oblik.
Kao svojevrsna suprotnost ozbiljnoj vezi se navodi tzv. povremena veza.

## Vanjske poveznice
- The Stages of Committed Relationships  Arhivirana inačica izvorne stranice od 15. srpnja 2011. (Wayback Machine) (engl.)